# هيو بلامنفيلد
هيو بلامنفيلد (بالإنجليزية: Hugh Blumenfeld) هو مغن مؤلف أمريكي، ولد في 11 أكتوبر 1958.

## وصلات خارجية
- هيو بلامنفيلد على موقع ميوزك برينز (الإنجليزية)
- هيو بلامنفيلد على موقع ديسكوغز (الإنجليزية)